# Noah Lederer
Noah Lederer (* 6. Mai 2001) ist ein österreichischer Fußballspieler.

## Karriere
Lederer begann seine Karriere beim FC Admira Wacker Mödling. Bei der Admira durchlief er ab der Saison 2015/16 auch sämtliche Altersstufen in der Akademie. Mit der U-19 der Niederösterreicher nahm er in der Saison 2018/19 zudem an der UEFA Youth League teil. Im März 2018 debütierte er für die Amateure der Admira in der Regionalliga. In der Saison 2017/18 kam er insgesamt zweimal zum Einsatz. In der Saison 2018/19 absolvierte er bis zur Winterpause neun Partien für Admira II in der Ostliga. Im Jänner 2019 schloss er sich dem Ligakonkurrenten FCM Traiskirchen. Für Traiskirchen kam er bis Saisonende 13 Mal zum Einsatz.
In der COVID-bedingt abgebrochenen Saison 2019/20 kam der Mittelfeldspieler zu 17 Einsätzen in der Regionalliga. In der ebenfalls abgebrochenen Spielzeit 2020/21 absolvierte er neun Spiele. In der Saison 2021/22 kam er bis zur Winterpause zwölfmal zum Einsatz und machte dabei sechs Tore. Im Februar 2022 wechselte Lederer zum Zweitligisten FC Wacker Innsbruck, bei dem er einen bis Juni 2024 laufenden Vertrag erhielt. Sein Debüt in der 2. Liga gab er im März 2022, als er am 19. Spieltag der Saison 2021/22 gegen den SK Vorwärts Steyr in der 79. Minute für Florian Jamnig eingewechselt wurde. Insgesamt kam er für die Tiroler zu elf Zweitligaeinsätzen. Nach dem Zwangsabstieg aus der 2. Liga verlässt er Wacker nach der Saison 2021/22 wieder.
Daraufhin wechselte er zur Saison 2022/23 zum Zweitligisten SV Lafnitz. In zwei Spielzeiten kam er zu 41 Zweitligaeinsätzen für Lafnitz. Nach der Saison 2023/24 verließ er Lafnitz.
Im Anschluss kehrte Lederer zur Saison 2024/25 zum Regionalligisten Traiskirchen zurück.

## Persönliches
Sein Vater Oliver (* 1978) war ebenfalls Fußballspieler und wurde nach seinem Karriereende Trainer. Als Trainer in Traiskirchen holte er im Jänner 2019 seinen Sohn zum Verein, wobei dieser hier nicht nur als Spieler zum Einsatz kam, sondern von 2019 bis 2021 auch als Kindertrainer fungierte. Oliver Lederer verließ den FCM nach der Saison 2019/20.